# Малый момот
Малый момот (лат. Hylomanes momotula) — вид птиц из семейства момотовых, выделяемый в монотипический род малых момотов (Hylomanes). Вид включает в себя 3 подвида.

## Этимология
Родовое название hylomanes переводится как «страстно любящие лес», образовано от греческого слова hulomanes, состоящего из двух частей hulo — участок леса, mania — страсть.
Видовое название momotula в переводе с латыни означает «относящийся к момотам», «из рода момотов», «момотовый», образовано от слова momotus.

## Описание

### Внешний вид
Длина тела птицы 16—18 см. Масса тела составляет 27—33 г у самцов и 25—30 г у самок. Окраска преимущественно защитного зелёного цвета. От глаза в сторону затылка тянется недлинная, но широкая полоса. Ниже неё проходит белая полоса. Над глазами зелёно-голубые, яркие «штрихи», похожие на брови. Верхняя часть головы и задняя часть шеи имеют бурый оттенок. Брюшко более светлого оттенка зелёного, чем спина. Половой диморфизм не выражен. Три подвида незначительно отличаются окраской оперения.

### Голос
Малый момот издаёт звуки, похожие на кваканье.

## Распространение
Обитает в Центральной и Южной Америке вдоль оврагов и в лесах, поднимающихся на высоту до 1850 метров над уровнем моря. Подвид H. m. chiapensis обитает в южной части Мексики и восточнее до Гватемалы, подвид H. m. momotula — в южной Мексике и к востоку до Никарагуа, а подвид B. m. semirufus распространён на территории Панамы и Колумбии.

## Питание
В рацион питания входят разные виды насекомых и других членистоногих. Малые момоты, в отличие от других видов семейства, не питаются фруктами.

## Классификация
Международный союз орнитологов выделяет 3 подвида:
- H. m. chiapensis Brodkorb, 1938
- H. m. momotula Lichtenstein, 1839
- H. m. obscurus Nelson, 1911

## Галерея

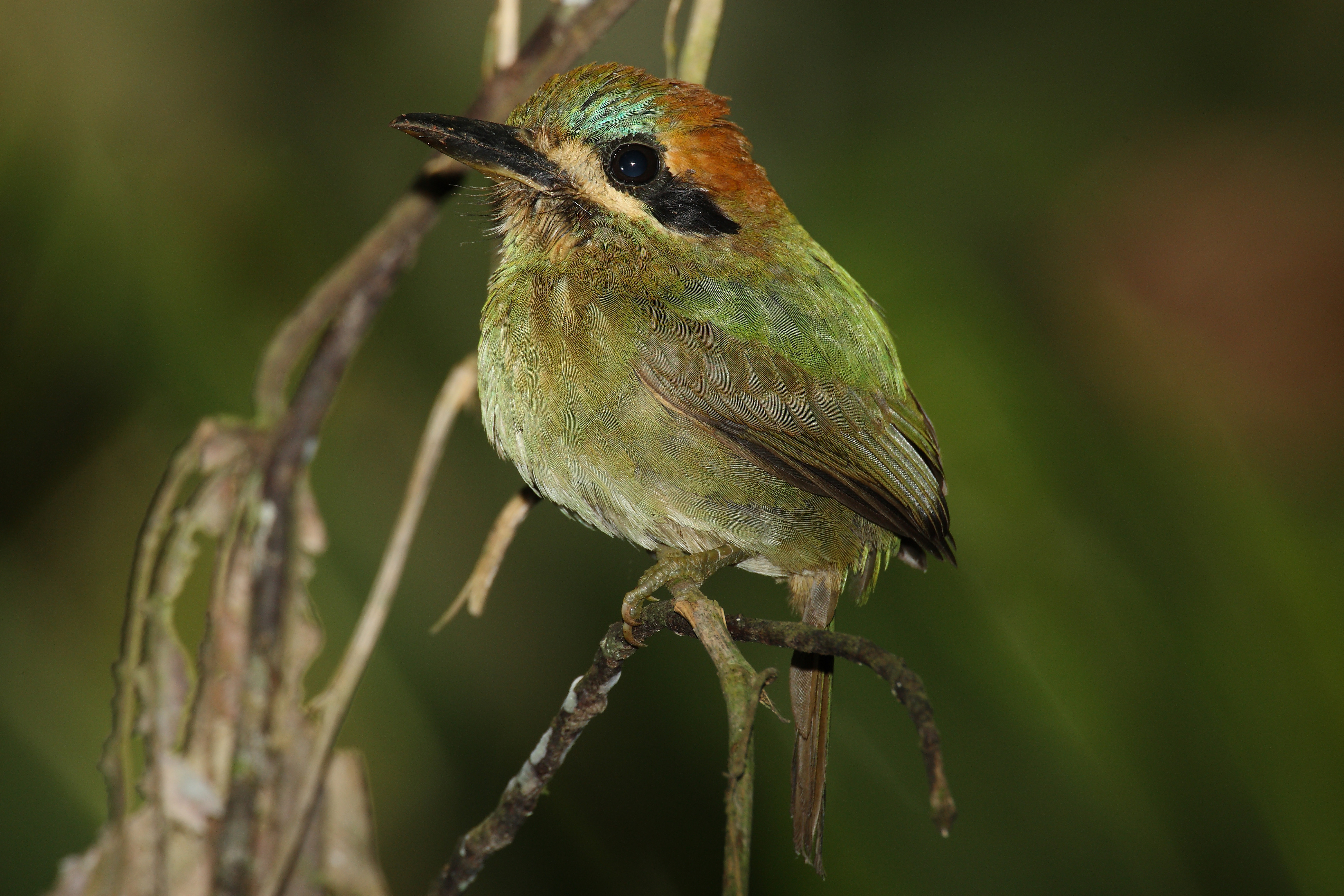
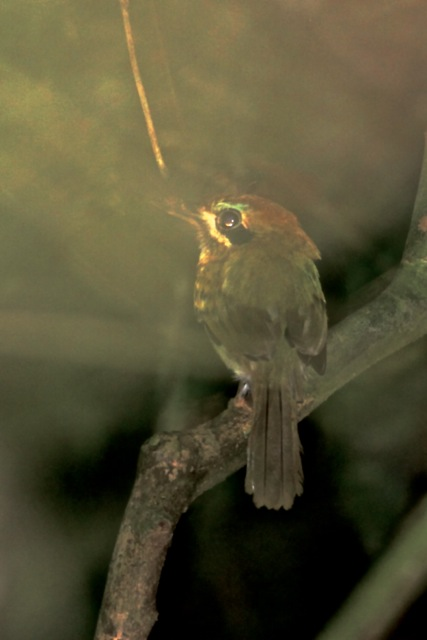
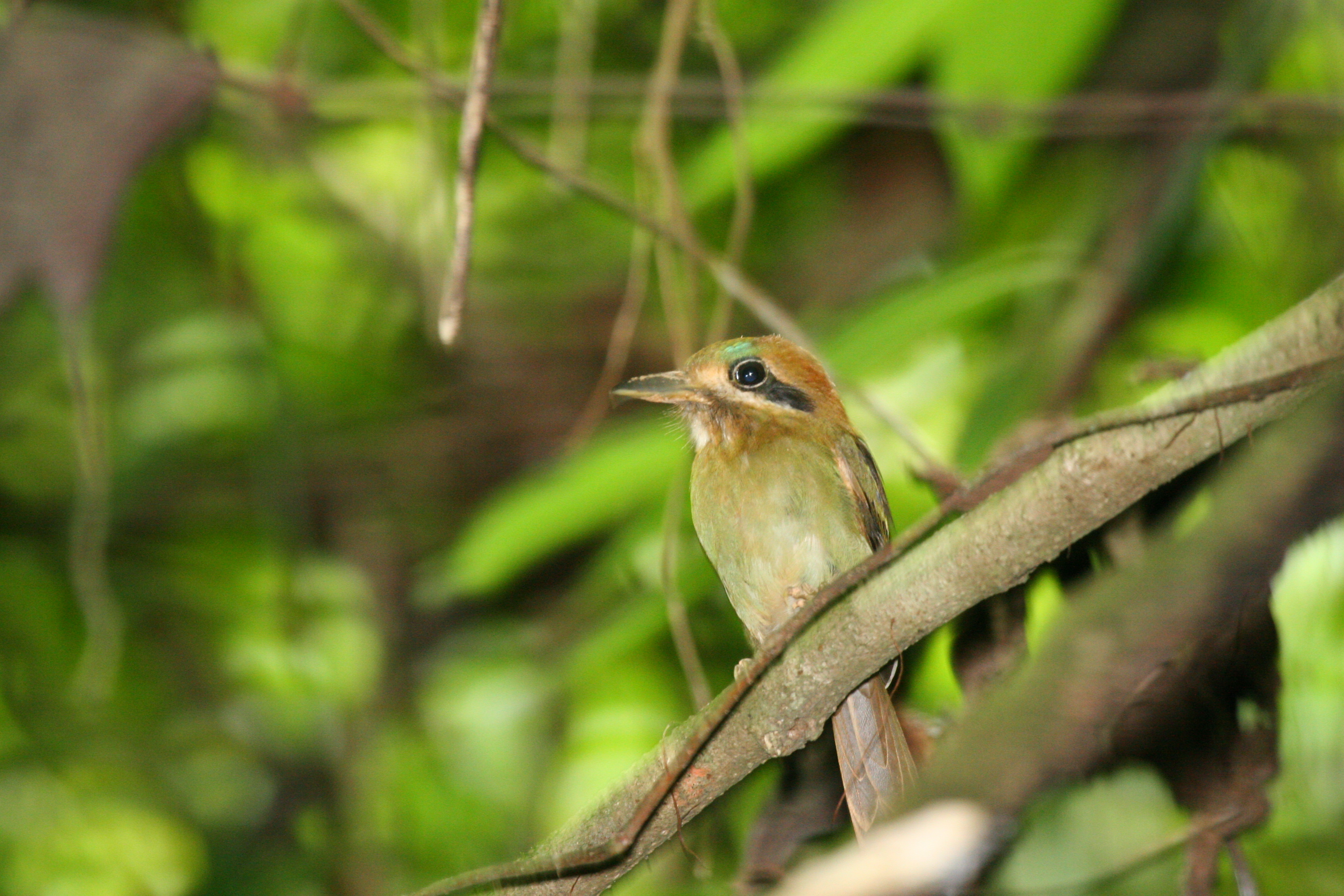